# Syzygium rostratum
Syzygium rostratum là một loài thực vật có hoa trong Họ Đào kim nương. Loài này được (Blume) DC. miêu tả khoa học đầu tiên năm 1828.